# Sky High (canción)
«Sky High» (En lo alto del cielo en América Latina), es una canción por la banda británica  Jigsaw, (Rompecabezas). Fue publicada como sencillo en 1975 y fue el tema de la película The Man from Hong Kong. La canción fue un éxito comercial alrededor del mundo, alcanzando el puesto N°3 en el Billboard Hot 100 y el N°4 en el Adult Contemporary en los Estados Unidos. Fue compuesta por Clive Scott y Des Dyer. Los arreglos orquestales fueron compuestos por Richard Anthony Hewson. También alcanzó la posición N°9 en el Reino Unido.
Dos años después, la canción ganó más popularidad en Japón, alcanzando el puesto N°2 en el Oricon Singles Chart y vendiendo aproximadamente 570,000 copias.
La canción ha sido popular en México, porque esta canción está relacionada con Mil Máscaras un popular luchador profesional enmascarado de Lucha Libre quién usó la canción para sus entradas en sus presentaciones.

## Otras versiones
- Una versión en francés fue grabada en 1975 por Éric Estève, bajo el título de «Plus haut que le soleil».[6]
- El músico británico Newton grabó «Sky High» a mediados de los años 1990. Su versión, producida por Mike Stock y Matt Aitken se convirtió en un éxito, alcanzando el puesto N°8 en Australia.[7]
- La banda japonesa Beat Crusaders grabó la canción para su álbum Musicrusaders.[8]

## Posicionamiento

### Gráfica semanal
| Gráficas (1975–77)                            | Pico de posición |
| --------------------------------------------- | ---------------- |
| Alemania (GfK Entertainment)                  | 14               |
| Australia (Kent Music Report)                 | 3                |
| Bélgica (Flandes) (Ultratop 50)               | 13               |
| Bélgica (Valonia) (Ultratop 40)               | 14               |
| Canadá (RPM Top Singles)                      | 3                |
| Canadá (RPM Adult Contemporary)               | 3                |
| Irlanda (Irish Singles Chart)                 | 9                |
| Países Bajos (Mega Single Top 100)            | 19               |
| Japón (Oricon Singles Chart)                  | 2                |
| Japón (Oricon International Singles Chart)    | 1                |
| Nueva Zelanda (RIANZ)                         | 2                |
| Sudáfrica (Springbok)                         | 20               |
| Suecia (Sverigetopplistan)                    | 15               |
| Reino Unido (UK Singles Chart)                | 9                |
| Estados Unidos (Billboard Hot 100)            | 3                |
| Estados Unidos (Billboard Adult Contemporary) | 4                |

### Gráfica de fin de año
| Gráficas (1975)                             | Pico de posición |
| ------------------------------------------- | ---------------- |
| Australia (Kent Music Report)               | 42               |
| Canadá (RPM Top Singles)                    | 105              |
| Estados Unidos (Joel Whitburn's Pop Annual) | 46               |

| Gráficas (1976)          | Pico de posición |
| ------------------------ | ---------------- |
| Canadá (RPM Top Singles) | 66               |
| Nueva Zelanda (RIANZ)    | 41               |

## Uso en la cultura popular
- El canal de televisión alemán NDR usa la canción como tema para su revista de noticias Schleswig-Holstein Magazin.
- Los luchadores profesionales Mil Máscaras y Jonathan Gresham usan «Sky High» (la versión de la película) como sus temas de entrada.
- La canción fue usada en un montaje en la película surcoreana de 2018, The Drug King.
- En Stone Ocean, la sexta parte de JoJo's Bizarre Adventure, el Stand de Rikiel, «Sky High» (Japonés: スカイ・ハイ Hepburn: Sukai Hai), es nombrado después de la canción.[22]